# Água da Rainha da Hungria

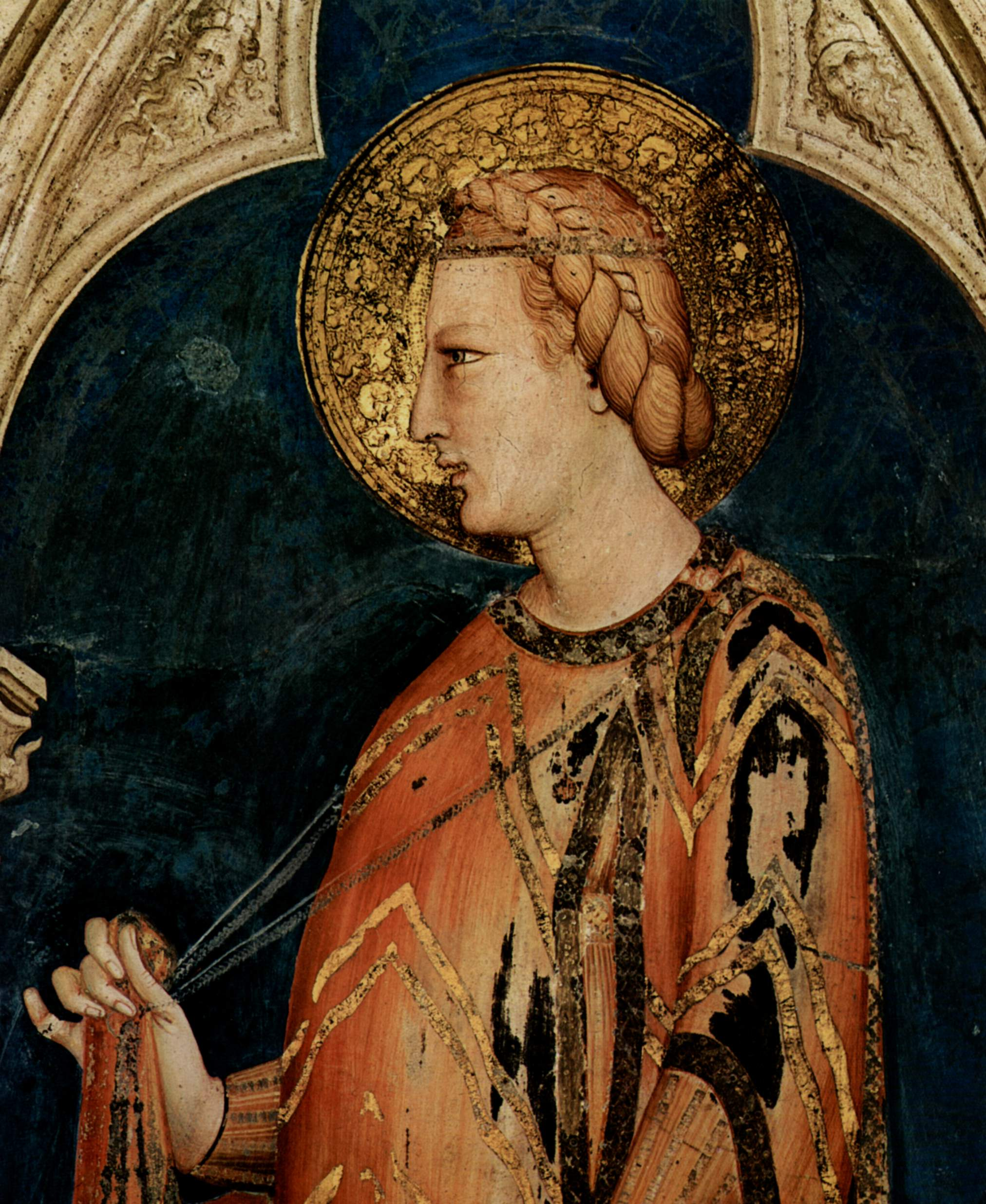
Santa Isabel da Hungria, por alguns identificada como a rainha que encomendou o primeiro perfume moderno na Europa, que ficou conhecido por "Água da Rainha da Hungria".

A água da Rainha da Hungria foi o primeiro perfume à base de álcool da Europa, datado aproximadamente do final do século XIV. De acordo com a lenda, foi encomendado por uma Rainha da Hungria, designada por Isabella ou Elisabeth ou, num certo documento, por "Santa Isabel, Rainha da Hungria". Esta lenda, e as referências documentadas a este preparado, datam de início e meados do século XVII, pelo que as informações podem ter-se corrompido no decurso dos séculos.
A rainha em questão é frequentemente identificada como sendo Isabel da Polónia (1305-1380), embora os elementos que nos chegaram sobre a sua vida não correspondam à lenda; é ainda mais improvável que seja Santa Isabel da Hungria (1207-1231), que não viveu no período a que se refere a lenda e não foi rainha. A única rainha plausível, a Rainha Isabella (do final do século XIII) parece, da mesma forma, ter vivido num período anterior ao citado.
A data exata da invenção da água da Rainha da Hungria perdeu-se para a história. É igualmente impossível saber quem foi o seu criador. Algumas fontes dizem que terá sido um monge eremita quem primeiro a ofereceu a Isabel, embora o mais provável seja que o perfume tenha sido elaborado por um alquimista da corte. As mais antigas receitas que sobreviveram recomendam a destilação de alecrim (e, possivelmente, tomilho) em aguardente forte, ao passo que as formulações mais recentes contêm lavanda, hortelã, sálvia, manjerona, costo, flor de laranja e de limão.
De acordo com a lenda, a água da Rainha da Hungria surgiu pela primeira vez fora da Hungria em 1370, quando Carlos V de França, que era famoso pelo seu amor por fragrâncias, recebeu alguma.
A água da Rainha da Hungria foi a fragrância mais famosa de toda a Europa durante muitos séculos, até ao aparecimento da água de Colónia, no século XVIII. Tal como outros produtos à base de ervas aromáticas e flores, a água da Hungria não era apenas utilizada como perfume, mas era também considerada um remédio medicinal importante: as primeiras receitas aconselhavam os utilizadores a lavarem-se com ela e, depois, a bebê-la, para maior benefício.